# Kinesisk Taipei ved sommer-OL 2020
Kinesisk Taipei deltog under Sommer-OL 2020 i Tokyo som bliver afviklet i perioden 23. juli til 8. august 2021.

## Medaljer
| 2020 Tokyo      | Guld | Sølv | Bronze | Total |
| Kinesisk Taipei | 2    | 4    | 5      | 11    |

### Medaljevinderne
| Kinesisk Taipei under sommer-OL 2020 i Tokyo | Kinesisk Taipei under sommer-OL 2020 i Tokyo | Kinesisk Taipei under sommer-OL 2020 i Tokyo | Kinesisk Taipei under sommer-OL 2020 i Tokyo | Kinesisk Taipei under sommer-OL 2020 i Tokyo | Kinesisk Taipei under sommer-OL 2020 i Tokyo |
| Medalje                                      | Køn                                          | Navn                                         | Sport                                        | Konkurrence                                  | Dato                                         |
| -------------------------------------------- | -------------------------------------------- | -------------------------------------------- | -------------------------------------------- | -------------------------------------------- | -------------------------------------------- |
| Guld                                         | Damer                                        | Kuo Hsing-Chun                               | Vægtløftning                                 | 59 kg                                        | 27. juli                                     |
| Guld                                         | Herrer                                       | Lee Yang,Wang Chi-Lin                        | Badminton                                    | Double                                       | 31. juli                                     |
| Sølv                                         | Herrer                                       | Yang Yung wei                                | Judo                                         | 60 kg                                        | 24. juli                                     |
| Sølv                                         | Herrer                                       | Wei Chun-Heng,Tang Chih-Chun,Deng Yu-Cheng   | Bueskydning                                  | hold                                         | 26. juli                                     |
| Sølv                                         | Damer                                        | Tai Tzu-ying                                 | Badminton                                    | Single                                       | 1. august                                    |
| Sølv                                         | Herrer                                       | Lee Chih Kai                                 | Gymnastik                                    | Bensving                                     | 1. august                                    |
| Bronze                                       | Damer                                        | Lo Chia-Ling                                 | Taekwondo                                    | 57 kg                                        | 25.Juli                                      |
| Bronze                                       | Damer                                        | Cheng I-Ching,Lin Yun-Ju                     | Bordtennis                                   | Mix                                          | 26. juli                                     |
| Bronze                                       | Damer                                        | Chen Wen-Huei                                | Vægtløftning                                 | 64 kg                                        | 27.juli                                      |
| Bronze                                       | Herrer                                       | Pan Cheng-tsung                              | Golf                                         | Herrer                                       | 1. august                                    |
| Bronze                                       | Damer                                        | Huang Hsiao-wen                              | Boksning                                     | Fluvægt 51 kg                                | 4. august                                    |